# Molorchos
Molorchos est un berger qui offrit l'hospitalité à Héraclès quand il vint tuer le lion de Némée.

## Mythologie
Le lion de Némée, fils d'Orthos, le chien de Géryon, et de la Chimère ou d'Échidna, élevé par Héra,, fait régner la terreur dans la région de Némée, en Argolide. Il présente la particularité d'avoir une peau impénétrable. Tuer ce monstre et le ramener à Eurysthée constitue le premier des douze travaux qu'Héraclès doit accomplir. À son arrivée à Cléones, le héros s'arrête dans la hutte du laboureur Molorchos, qui veut lui offrir un sacrifice comme à un dieu. Héraclès refuse, et lui demande d'attendre un mois. Passé mois, soit il méritera un sacrifice au titre de héros mort, soit il aura tué la bête, et Molorchos pourra alors offrir le sacrifice à Zeus. L'endroit devint un lieudit de la forêt de Némée, contrée d’Élide, qui porte le nom du berger.